# Мироточивые главы

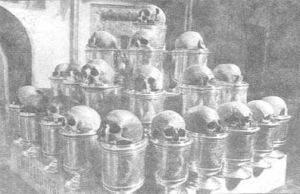
Мироточивые главы святых угодников в закрытой Киево-Печерской лавре (1937 год)

Мироточивые главы — мощи безымянных православных святых, находящиеся в Дальних пещерах Киево-Печерской лавры. Почитаются как мироточивые.

## История
Первое упоминание о мироточивых главах, хранящихся в Киево-Печерской лавре, содержится в записках львовского купца Мартина Грюневега, который посетил монастырь в 1584 году: 

Есть там и несколько глав, от которых из зубов источается миро в сосуды. Его считают весьма целебным:40.
 Чудесные исцеления от исходящего от глав мира фиксируются со времён архимандрита Петра (Могилы). Они вошли в изданный в 1635 году «Киево-Печерский патерик», где этим реликвиям посвящена отдельная глава — «О главах святых Печерских, из которых миро святое источается». Патерик сообщает о главах, что «они, будучи сухи и не покрыты кожей, источают из себя сверхъестественным образом елей или миро, и миро непростое, но имеющее дарование исцеления недугов каждого, кто с верой приходить и помазывается тем миром».

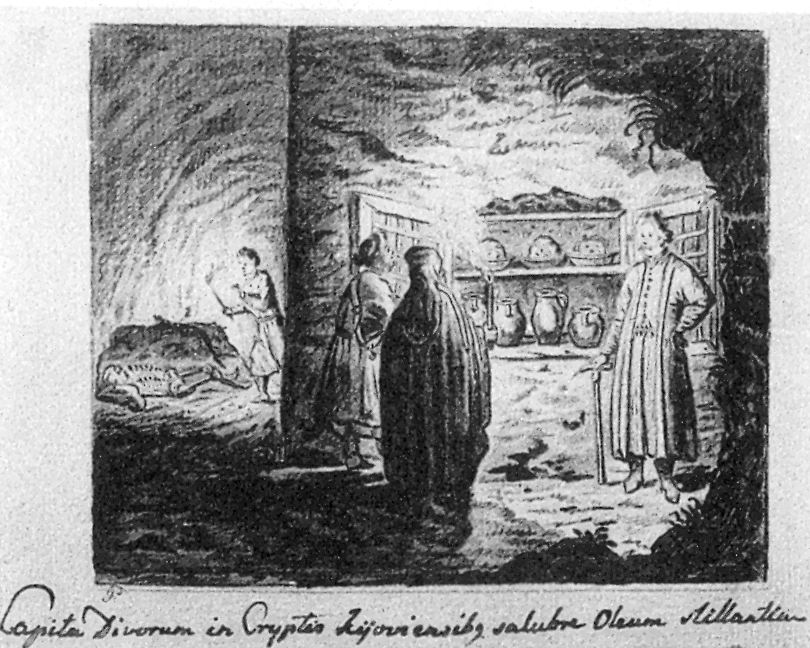
Абрахам ван Вестерфельд. Мироточивые главы. 1651

Посетивший в начале 1650-х годов Киев голландский художник Абрахам ван Вестерфельд оставил рисунок крипты со шкафом, в котором в сосудах находятся главы святых:38.
Описание поклонения мироточивым главам при посещении лаврских пещер патриархом Антиохийским Макарием III оставил его архидиакон Павел Алеппский: 

Мы помолились и приложились к отдельным главам, из коих источается миро: они желты, как золото, и лежат в стеклянных сосудах.
Главы помещаются по одной в стеклянных или серебряных сосудах или блюдах. В середине XIX века интересовавшийся пещерами Лавры живописец и археолог Фёдор Солнцев нашёл несколько старинных стеклянных блюд и колпаков, в которых некогда хранились мироточивые главы, и описал миро, источаемое главами, как «что-то вроде бесцветного и безвкусного масла, на вид жиже обыкновенного деревянного, нежно-приятного запаха». Он же оставил воспоминание об опыте профессора хирургии Петра Савенко с мироточивыми главами, свидетелем которого он был:

Опыт состоял в том, что Савенко взял одну из мироточивых глав, вытер её насухо сукном внутри и снаружи, точно так же вытер и сосуд, обвязал все это протечною бумагою и запечатал. Дверь комнаты, где оставлены были мироточивые главы, тоже запечатали. На другой день Савенко пришёл, сам распечатал главу, и в сосуде оказалось миро.

В описаниях Лавры XVII — начала XX веков отмечают нахождение мироточивых глав как в Дальних, так и Ближних пещерах, но к концу XX века такое место осталось только одно — в Дальних пещерах, напротив подземной церкви Рождества Христова.
В конце XIX века церковным историком Петром Лебединцевым было сделано предположение, что одна из мироточивых глав, пользовавшаяся особым почитанием, может принадлежать святому Клименту Римскому. По его версии, она была перенесена в пещеры Лавры из руин Десятинной церкви, где хранилась с момента принесения мощей святого в Киев князем Владимиром Святославичем. В начале XX века рядом с этой главой была установлена икона священномученика Климента.